# Колобаева, Лидия Андреевна
Ли́дия Андре́евна Колоба́ева (род. 13 июля 1929, Москва) — советский и российский литературовед, заслуженный профессор МГУ имени М. В. Ломоносова. Основная сфера интересов: история русской литературы конца XIX — первой трети XX века, литература и философия (Ницше и Горький, Л. Шестов и А. Ремизов, Вл. Соловьев и В. Розанов, эстетические критерии в критике В. Розанова), теория литературы XX—XXI веков.

## Биография
Родилась 13 июля 1929 года в семье бухгалтера и работницы полиграфической промышленности. В 1947 году окончила московскую школу № 10 с золотой медалью. Год проучилась на физическом факультете Московского университета, но, быстро осознав, что литература — её истинное призвание, перевелась на филологический, который в 1953 году окончила с красным дипломом. Затем, с 1953 по 1956 гг. была аспиранткой кафедры советской литературы. Некоторое время работала преподавателем школы-студии МХАТ и литературным консультантом в «Литературной газете». В 1959 году вернулась на кафедру советской литературы в качестве преподавателя и стала одним из авторов вузовского учебника (раздел о литературе Великой Отечественной войне и современная литературе) «История советской литературы» (М., 1962), получившего Ломоносовскую премию.
В 1959 году защитила кандидатскую диссертацию по теме «Проблема положительного героя в прозе А. Н. Толстого послеоктябрьского периода». В 1987 году защитила докторскую диссертацию по теме «Художественная концепция личности в русской литературе рубежа XIX-ХХ вв.: 1890—1907».
В 1990-е годы выступала с докладами на научных конференциях в США, Польше, Болгарии и других странах. Явилась ведущим автором в книге под редакцией С. И. Кормилова «История русской литературы 20-х — 90-х годов XX века: Основные имена», переведённой на китайский язык и изданной в Китае (2017).
Читает лекционные курсы «Русская литература конца XIX — начала XX века»; спецкурс «Ренессанс в русской литературе рубежа XIX—XX веков». Ведет спецсеминары «Иосиф Бродский и поэзия Серебряного века», «Иосиф Бродский: проблемы поэтики». Вела семинары по творчеству И. Бунина, по проблемам современной литературы (1960-е гг.), по анализу художественного текста.
Звание профессора по кафедре истории русской литературы XX века ей было присвоено в 1992 году. За период работы подготовила и выпустила 30 кандидатов и 4 доктора филологических наук.

## Основные труды
«Концепция личности в русской литературе рубежа XIX-ХХ вв.» (1990)

«Проза И. А. Бунина» (М., МГУ, 1998).
«Д. С. Мережковский: мысль и слово» (соавт., 1999) 

«Русский символизм» (2000)

«Философия и литература: параллели, переклички и отзвуки» (2013)

учебники «История русской литературы XX в. В 2-х ч.» (соавт., 2013)

«История русской литературы Серебряного века. 1890-е — начало 1920-х гг. В 3-х ч.» (соавт., 2017)

учебные пособия «Концепция личности в творчестве М.Горького» (1986)

«И. А. Бродский: анализ поэтического текста» (2014)

«От А.Блока до И.Бродского. О русской литературе XX в.» (2015).

«Русский символизм» — 2-е издание (2017) 

## Награждения
- Медаль «Ветеран труда»
- Медаль «В память 850-летия Москвы»